# Stabilità del sistema solare
La stabilità del sistema solare è oggetto di molte ricerche in astronomia. Sebbene i pianeti siano stabili da quando sono stati osservati in epoca storica, e lo saranno anche a breve termine, i loro deboli effetti gravitazionali reciproci possono sommarsi in modi imprevedibili. Per questo motivo (tra gli altri) il sistema solare è caotico nel senso tecnico della teoria del caos matematico, e anche i più precisi modelli a lungo termine per simulare il movimento orbitale del sistema solare non sono validi per più di qualche decina di milioni di anni. 
Il sistema solare è stabile in termini umani, e molto oltre, dato che è improbabile che uno qualunque dei pianeti entri in collisione con un altro o venga espulso dal sistema nei prossimi miliardi di anni, e anche l'orbita terrestre sarà relativamente stabile. 
Dalla legge di gravitazione di Newton (1687), matematici e astronomi (come Pierre-Simon Laplace, Joseph Louis Lagrange, Carl Friedrich Gauss, Henri Poincaré, Andrey Kolmogorov, Vladimir Arnold e Jürgen Moser) hanno cercato prove della stabilità dei moti planetari, e questa ricerca ha portato a molti sviluppi matematici e diverse "prove" successive di stabilità del sistema solare. 

## Panoramica e sfide
Le orbite dei pianeti sono aperte a variazioni a lungo termine. La modellizzazione del sistema solare è un caso del problema fisico degli n-corpi, che è generalmente irrisolvibile se non mediante simulazione numerica. 

### Risonanze

Grafico che mostra il numero di oggetti della fascia di Kuiper per una data distanza (in UA) dal Sole

Una risonanza orbitale si verifica quando due corpi hanno periodi che costituiscono un rapporto numerico semplice (esprimibile con numeri interi). Il periodo fondamentale per un oggetto nel sistema solare è il suo periodo di rivoluzione (o periodo orbitale) e le risonanze orbitali pervadono il sistema solare. Nel 1867, l'astronomo americano Daniel Kirkwood notò che gli asteroidi nella fascia principale non avevano una distribuzione casuale. Vi erano distinti vuoti nella fascia in corrispondenza di orbite che sarebbero state in risonanza con quella di Giove. Ad esempio, non c'erano asteroidi su orbite risonanti 3:1 con Giove, ad una distanza di 2,5 UA dal Sole, o su orbite risonanti 2:1 con Giove, a 3,3 au dal Sole. Questi vuoti sono ora noti come lacune di Kirkwood. Successivamente sono stati scoperti alcuni asteroidi con orbite in corrispondenza delle lacune di Kirkwood, ma le loro orbite sono instabili e nel lungo periodo saranno spostati su orbite diverse a causa di incontri ravvicinati con un pianeta maggiore. 
Un'altra forma comune di risonanza nel sistema solare è la risonanza di spin-orbita, in cui il periodo di spin o rotazione (il tempo impiegato dal pianeta o dalla luna per ruotare una volta attorno al suo asse) ha una relazione numerica semplice con il suo periodo orbitale. Un esempio è la nostra Luna, che ha una risonanza di spin-orbita 1:1 che mantiene la faccia nascosta della Luna invisibile dalla Terra. In tal caso si parla di rotazione sincrona. Il pianeta Mercurio ha una risonanza spin-orbita 3:2.

### Prevedibilità
Le orbite dei pianeti sono caotiche su scale temporali più lunghe, facendo sì che l'intero sistema solare possieda un tempo di Lyapunov nell'intervallo 2–230 milioni di anni. Ciò significa che la posizione di un qualunque pianeta lungo la propria orbita diventa impossibile da prevedere con certezza al termine dell'intervallo (quindi, ad esempio, le durate dell'inverno e dell'estate diventano incerte), ma in alcuni casi le orbite stesse possono cambiare radicalmente. Tale caos si manifesta in modo molto più marcato nelle variazioni di eccentricità orbitale, in conseguenza delle quali le orbite di alcuni pianeti diventano significativamente più - o meno - ellittiche. 
Nelle simulazioni numeriche, le incognite che aggiungono imprevedibilità caotica includono gli asteroidi, il momento del quadrupolo solare, la perdita di massa dal Sole attraverso l'emissione radiativa e il vento solare, l'effetto di trascinamento del vento solare sulle magnetosfere planetarie, le forze di marea galattiche e gli effetti provenienti dalle stelle che transiteranno nelle vicinanze del sistema solare. 
Inoltre, le equazioni del moto descrivono un processo intrinsecamente seriale, quindi non c'è un particolare vantaggio dall'uso di computer massivamente paralleli per simulazioni più precise.

## Scenari

### Risonanza Nettuno-Plutone
Il sistema Nettuno-Plutone risiede in una risonanza orbitale 3:2, che C.J. Cohen e E.C. Hubbard al Naval Surface Warfare Center Divisione Dahlgren scoprirono nel 1965. Sebbene la risonanza stessa rimarrà stabile a breve termine, diventa impossibile prevedere la posizione di Plutone con qualsiasi grado di precisione, poiché l'incertezza nella posizione aumenta di un fattore ad ogni tempo di Lyapunov, che per Plutone è 10−20 milioni di anni nel futuro. Pertanto, su scala temporale di centinaia di milioni di anni, la fase orbitale di Plutone diventa impossibile da determinare, anche se l'orbita del pianeta sembra essere perfettamente stabile su scale temporali di 10 milioni di anni (Ito e Tanikawa 2002, MNRAS). 

### Risonanza delle lune gioviane
La luna di Giove Io ha un periodo orbitale di 1769 giorni, quasi la metà di quello del successivo satellite Europa (3551 giorni). Sono in risonanza orbita/orbita 2:1. Questa particolare risonanza ha conseguenze importanti perché la gravità di Europa disturba l'orbita di Io. Mentre Io si avvicina a Giove e poi si allontana nel corso di un'orbita, sperimenta significative sollecitazioni di marea che causano attività vulcaniche. Anche Europa è in risonanza 2:1 con il successivo satellite Ganimede. 

### Risonanza perielio-precessione Mercurio-Giove 1:1
Il pianeta Mercurio è particolarmente suscettibile all'influenza di Giove a causa di una piccola coincidenza celeste: il perielio di Mercurio, il punto in cui si avvicina al Sole, precede di circa 1,5 gradi ogni 1000 anni e il perielio di Giove solo un po' più lentamente. Ad un certo punto, i due periodi potrebbero sincronizzarsi, in modo che le spinte gravitazionali costanti di Giove potrebbero accumularsi e spostare l'orbita di Mercurio con una probabilità dell'1-2%, in 3-4 miliardi di anni nel futuro. In particolare l'eccentricità dell'orbita di Mercurio potrebbe aumentare fino a che la sua orbita incrocerà quella di Venere e della Terra. Ciò potrebbe portare all'espulsione di Mercurio dal sistema solare o inviarlo in rotta di collisione con Venere, il Sole o la Terra.

### Caos da processi geologici
Un altro esempio è l'inclinazione assiale della Terra che, a causa dell'attrito sollevato all'interno del mantello terrestre dalle interazioni di marea con la Luna (vedi sotto), sarà resa caotica tra 1,5 e 4,5 miliardi di anni. 

### Influenze esterne
Anche gli oggetti provenienti dall'esterno del sistema solare possono influenzarlo. Sebbene non facciano tecnicamente parte del sistema solare al fine di studiare la stabilità intrinseca del sistema, possono tuttavia modificarlo. Sfortunatamente, prevedere le potenziali influenze di questi oggetti extrasolari è ancora più difficile che prevedere le influenze degli oggetti all'interno del sistema semplicemente a causa delle distanze pure. Tra gli oggetti noti che potrebbero avere un impatto significativo sul sistema solare c'è la stella Gliese 710, che dovrebbe passare vicino fra circa 1,35 milioni di anni. Sebbene non ci si aspetti che la stella influisca in modo sostanziale sulle orbite dei principali pianeti, potrebbe sostanzialmente interrompere la nube di Oort, causando una maggiore attività delle comete in tutto il sistema solare. Ci sono almeno una dozzina di altre stelle che potrebbero potenzialmente avvicinarsi nei prossimi milioni di anni. 

## Studi

### LONGSTOP
Il progetto LONGSTOP (studio gravitazionale a lungo termine dei pianeti esterni) era un consorzio internazionale del 1982 di studiosi della dinamica del sistema solare guidato da Archie Roy. Si prefiggeva la creazione di un modello per supercomputer, integrando le orbite dei (soli) pianeti esterni. I suoi risultati hanno rivelato diversi scambi curiosi di energia tra i pianeti esterni, ma nessun segno di grave instabilità.

### Digital Orrery
Un altro progetto prevedeva la costruzione del Digital Orrery di Gerry Sussman e del suo gruppo del MIT nel 1988. Il gruppo ha utilizzato un supercomputer per integrare le orbite dei pianeti esterni per oltre 845 milioni di anni (circa il 20% dell'età del sistema solare). Nel 1988, Sussman e Wisdom utilizzando i dati dell'Orrery rivelarono che l'orbita di Plutone mostra segni di caos, in parte a causa della sua peculiare risonanza con Nettuno. 
Se l'orbita di Plutone è caotica, tecnicamente l'intero sistema solare è caotico, perché ogni corpo, anche uno piccolo come Plutone, influenza gli altri in una certa misura attraverso interazioni gravitazionali. 

### Laskar #1
Nel 1989, Jacques Laskar del Bureau des Longitudes di Parigi pubblicò i risultati della sua integrazione numerica del sistema solare per oltre 200 milioni di anni. Questi non si basavano sulle equazioni complete del moto, ma piuttosto equazioni mediate lungo le linee di quelle usate da Laplace. Il lavoro di Laskar ha mostrato che l'orbita terrestre (così come le orbite di tutti i pianeti interni) è caotica e che un errore di soli 15 metri nel misurare la posizione della Terra oggi renderebbe impossibile prevedere dove si troverebbe la Terra nella sua orbita in poco più di 100 milioni di anni. 

### Laskar e Gastineau
Jacques Laskar e il suo collega Mickaël Gastineau nel 2008 hanno adottato un approccio più approfondito simulando direttamente 2500 possibili futuri. Ciascuno dei 2500 casi presenta condizioni iniziali leggermente diverse: la posizione di Mercurio varia di circa 1 metro tra una simulazione e la successiva. In 20 casi, Mercurio entra in un'orbita pericolosa e spesso finisce per scontrarsi con Venere o per precipitare nel Sole. Muovendosi in un'orbita così deformata, la gravità di Mercurio ha maggiori probabilità di scuotere altri pianeti dai loro percorsi stabiliti: in un caso simulato le sue perturbazioni hanno spinto Marte a dirigersi verso la Terra. 

### Batygin e Laughlin
Indipendentemente da Laskar e Gastineau, Batygin e Laughlin, stavano anche simulando direttamente il sistema solare 20 Ga nel futuro. I loro risultati hanno raggiunto le stesse conclusioni di base di Laskar e Gastineau, fornendo inoltre un limite inferiore di un miliardo (1×109) di anni sulla durata della vita dinamica del sistema solare.